# Віллоу-Спрінгс (Міссурі)
Віллоу-Спрінгс (англ. Willow Springs) — місто (англ. city) в США, в окрузі Гавелл штату Міссурі. Населення — 2164 особи (2020).

## Географія
Віллоу-Спрінгс розташований за координатами 36°59′12″ пн. ш. 91°57′41″ зх. д. / 36.98667° пн. ш. 91.96139° зх. д. (36.986692, -91.961453).  За даними Бюро перепису населення США в 2010 році місто мало площу 9,18 км², з яких 9,14 км² — суходіл та 0,04 км² — водойми.

## Демографія
Згідно з переписом 2010 року, у місті мешкали 2184 особи в 925 домогосподарствах у складі 564 родин. Густота населення становила 238 осіб/км².  Було 1082 помешкання (118/км²).
Расовий склад населення:
| - 96,1 % — білих - 0,7 % — азіатів - 0,4 % — корінних американців - 0,1 % — чорних або афроамериканців |

До двох чи більше рас належало 2,2 %. Частка іспаномовних становила 2,1 % від усіх жителів.
За віковим діапазоном населення розподілялося таким чином: 26,6 % — особи молодші 18 років, 52,3 % — особи у віці 18—64 років, 21,1 % — особи у віці 65 років та старші. Медіана віку мешканця становила 38,6 року. На 100 осіб жіночої статі у місті припадало 88,9 чоловіків;  на 100 жінок у віці від 18 років та старших — 81,0 чоловіків також старших 18 років.
Середній дохід на одне домашнє господарство  становив 46 148 доларів США (медіана — 28 616), а середній дохід на одну сім'ю — 58 465 доларів (медіана — 40 703). Медіана доходів становила 32 500 доларів для чоловіків та 30 795 доларів для жінок. За межею бідності перебувало 29,3 % осіб, у тому числі 50,6 % дітей у віці до 18 років та 14,9 % осіб у віці 65 років та старших.
Цивільне працевлаштоване населення становило 873 особи. Основні галузі зайнятості: освіта, охорона здоров'я та соціальна допомога — 23,4 %, виробництво — 13,4 %, роздрібна торгівля — 12,6 %, мистецтво, розваги та відпочинок — 12,5 %.